# Biały żar
Biały żar (ang. White Heat) – amerykański film kryminalny z roku 1949. Fabuła filmu  powstała na podstawie opowiadania Virginii Kellogg.

## Fabuła
Film opowiada o Codym Jarretcie, który jest bezwzględnym przestępcą. Napada na pociągi, zabija ich obsługę, dobija swoich rannych towarzyszy, by nie dostali się w ręce policji. Bandyta jednak jest pod wpływem bardzo zaborczej matki, która planuje wszystkie skoki syna. To także tylko matka jest w stanie poradzić sobie z atakami epilepsji Cody'ego. Wszystko wskazuje jednak na to, że mimo starań matki kariera przestępcza Cody'ego Jarretta dobiega końca.

## Obsada
- James Cagney jako Arthur 'Cody' Jarrett
- Virginia Mayo jako Verna Jarrett
- Edmond O’Brien jako Vic Pardo
- Margaret Wycherly jako Mama Jarrett
- Steve Cochran jako Duży Ed Somers
- John Archer jako Philip Evans